# Джибо Лейті Ка
Джибо Лейті Ка (21 лютого 1948, Лінгере, Луга — †14 вересня 2017, Дакар, Сенегал) — був сенегальським політиком, членом соціалістичної партії Сенегалу (ПС), а пізніше Союзу за демократичне оновлення (URD). Кілька разів був міністром і кандидатом у президенти 2000 року.

## Життєпис
Був призначений міністром інформації та телекомунікацій після того, як президент Абду Діуф вступив на посаду 1 січня 1981 року. Він обіймав цю посаду в урядах прем'єр-міністра Хабіба Тіама і Мустафи Ніассе та наступного президентського уряду Абду Діуфа після скасування посади прем'єр-міністра з 29 квітня 1983 по 1988 роки.
У уряді Президента він обіймав з 1988 по 1990 роки посаду міністра планування та співробітництва та між 1990 та 1991 роками перебував на посаді міністра з питань національної освіти. Після того, як 8 квітня 1991 року Хабіб Тіам знову обійняв посаду прем'єр-міністра, він замінив Сейдіна Оумара на посаді міністра закордонних справ і обіймав цю посаду до його заміни Мустафа Ніассе в 1993 році. Потім він обійняв посаду міністра внутрішніх справ між 1993 і 1995 роками.
Ка, якого іноді розглядали як можливого спадкоємця президента Абду Діуфа, у 1996 році був виключений з Партії соціалістів, після чого заснував Союз за демократичне оновлення (URD), який завоював 11 зі 150 місць на виборах до Національних зборів 1998 року. На президентських виборах 2000 року 27 лютого він отримав 118 484 голоси (7,08 відсотка) після Абду Діуфа від Соціалістичної партії Сенегалу (690 917 голосів, 41,3 відсотка), Абдулая Вада від «Партії демократів» Сенегалу (518 740 голосів, 31 місце), 01 відсотків) та Мустафа Ніассе з Альянсу сил за прогрес (280 538 голосів, 16,77 відсотка) на четвертому місці. Таким чином, він явно пропустив вибори, що відбулися 19 березня 2000 року, коли Уейд зміг перемогти чинного Абду Діуфа з 969 332 голосами (58,49 відсотка), що становило 687 969 голосів (41,51 відсотка).
Під час перебування на посаді президента Абдулая Вада та прем'єр-міністра Макі Салла в період між 2004 і 2007 роками Джибо Лейті Ка був на посаді міністра морської економіки. У наступних урядах прем'єр-міністра Шейха Хаджибу Сумаре та Сулеймана Ндене Ндіайе він згодом обіймав посаду державного міністра та міністра з питань навколишнього природного середовища, охорони природи, водосховищ та природних озер з 2007 по 2012 рр.